# Джелил Гьони
Джелил Гьони (на албански: Xhelil Gjoni) е албански журналист и политик от Албанската партия на труда (АПТ), секретар на Централния комитет на партията, главен редактор на партийния орган „Зъри и Популит“.

## Биография
Роден е на 3 ноември 1938 година в дебърското българо-торбешко село Макелари, където получава сновно образование. В 1952 - 1956 година продължава обучението си в Педагогическото училище в Пешкопия. Во 1956 - 1961 година учи философия в Ленинград и Москва. След завръщането си в Албания в 1961 година, започва работа в редакцията на „Зъри и Популит“ (Глас на народа), където работи 17 години от репортер през отговорен редактор и заместник- главен редактор до главен редактор. В 1975 година Гьони става секретар по пропагандата в партийния комитет на Тирана. През декември 1984 година става първи секретар на АПТ за окръг Круя. След това поема същата длъжност и в родния си окръг Дебър в 1987 - 1990 година. През август 1990 година става секретар на Централния комитет на АПТ и успоредно с това е назначен на длъжността първи секретар в столицата, който той заема до последния X конгрес на партията.
Известен с арогантността си и бруталността си, Рамиз Алия го избира за силната ръка на партията в трудния момент на прехода и през юли 1990 година става член на Политбюро на АПТ. Гьони е депутат в първия плуралистичен парламент на Албания от 1991 до 1992 година. По това време е в Управителния съвет на наследилата АПТ Социалистическа партия на Албания.
Синът му Илир Гьони в 2000 година е военен министър от 7 юли 2000 до 8 ноември 2000 година и след това външен министър от 8 ноември 2000 до 22 февруари 2002 година в правителството на Илир Мета.